# Blackface

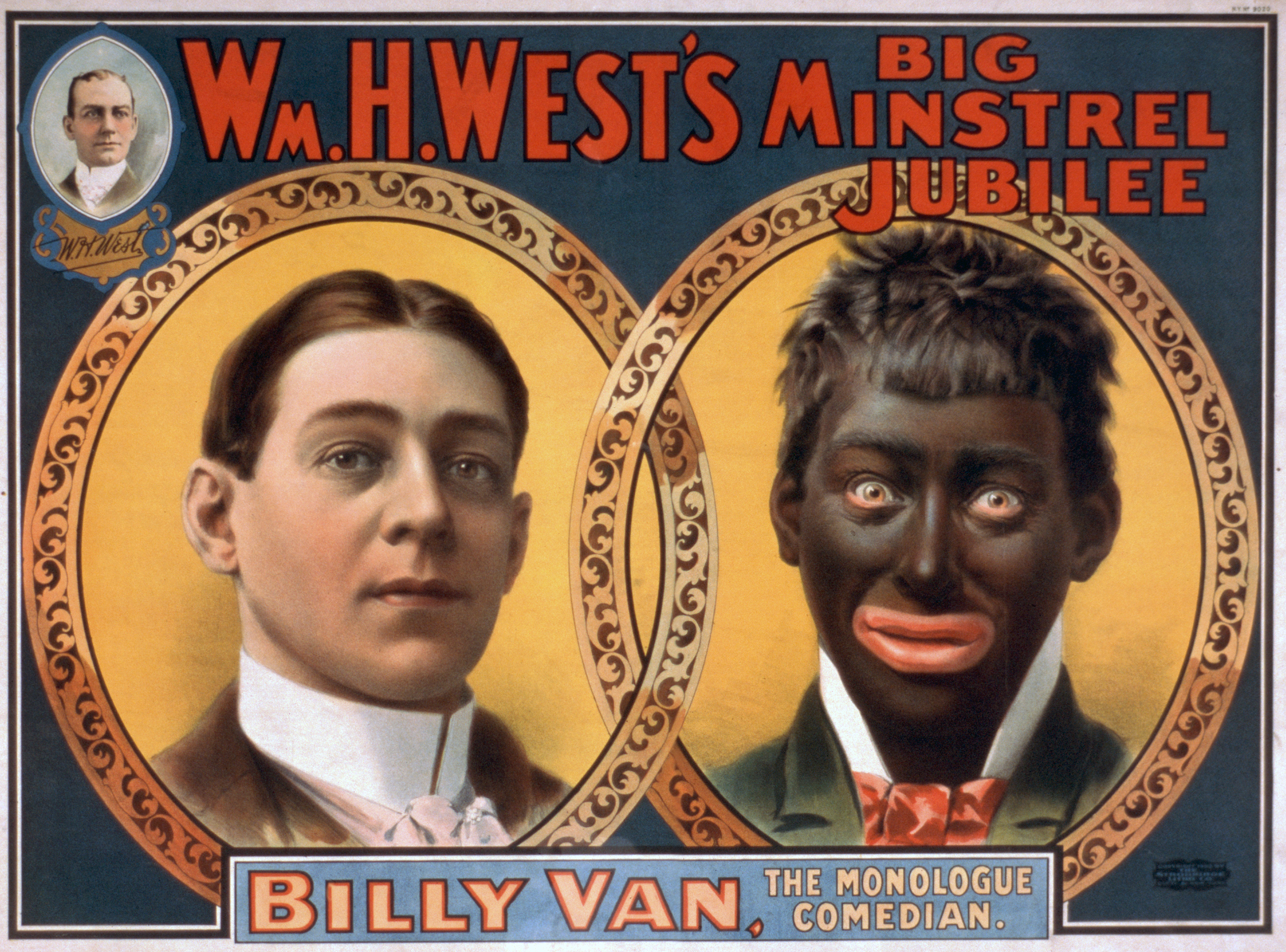
Cartel Minstrel de William H. West, 1900.

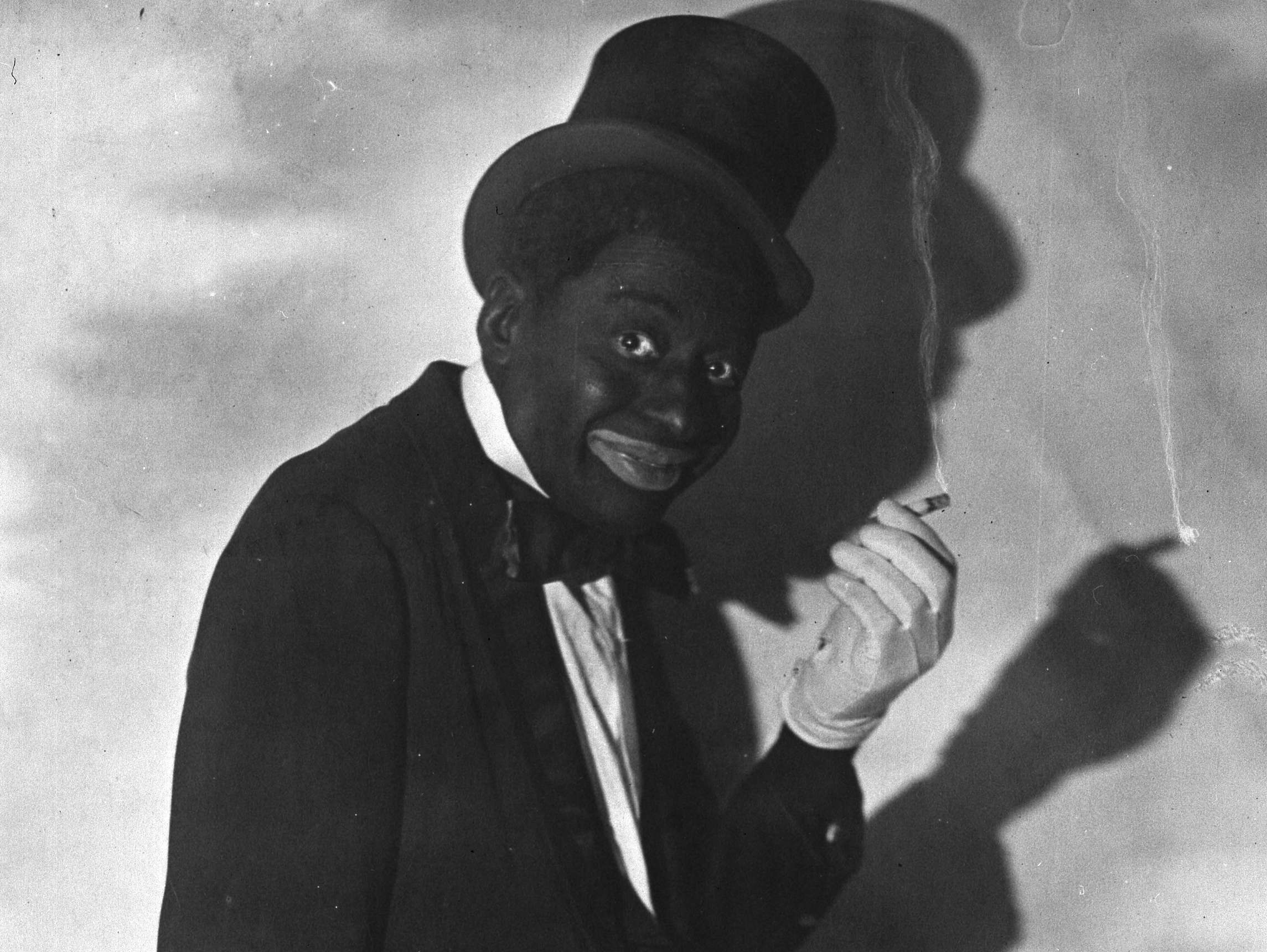
El actor Bert Williams, usando blackface, fue el artista afroamericano mejor pagado de su época.

El término blackface hace referencia a una práctica que nació con el uso del maquillaje teatral empleado por blancos para caricaturizar a una persona negra. Ganó popularidad en el siglo XIX, especialmente en los Estados Unidos. Las plantaciones del sur del país seguían empleando a esclavos provenientes de África, y el blackface trataba de ocultar la auténtica trata de esclavos mostrándolos como personas dandis y felices.
La aparición de este maquillaje data de 1830, y estuvo vigente hasta 1960, cuando el Movimiento por los derechos civiles en Estados Unidos obligó a prohibirlo, ya que era un evidente ejemplo de racismo. Algunos artistas como Thomas Dartmouth Rice, Al Jolson o Bert Williams llegaron a llevar blackface.
En el siglo XXI, el fenómeno del blackface es considerado altamente racista y una práctica que no se debería continuar. En su lugar, se busca que se contrate actores afrodescendientes.[cita requerida]

## Historia
El origen exacto del blackface es incierto. John Strausbaugh indica que su origen se remonta a 1441, cuando en Portugal se exhibían esclavos provenientes de África Occidental para entretener al público blanco. El teatro isabelino pronto empezó a representar a personajes de negros, aunque su papel siempre era llevado a cabo por personas blancas. La obra Otelo: el moro de Venecia de Shakespeare es un claro ejemplo de ello.
Lewis Hallam fue el encargado de llevar la moda del blackface a los Estados Unidos, alrededor de 1769. Muchos cómicos adoptaron el maquillaje y se convirtió en un auténtico éxito. Fuertemente arraigada a la temática vodevil (la cual se considera su sucesor), alcanzó su máximo apogeo cuando Thomas Dartmouth compuso su conocida canción Jump Jim Crow. Tal fue la fama de la canción, que las personas de etnia negra empezaron a ser llamadas de forma peyorativa como Jim Crow, y Dartmouth recibió el mote de «Daddy» Jim Crow. La canción también dio nombre a las leyes Jim Crow, que fueron la base de la segregación racial en el sur de los Estados Unidos durante la Reconstrucción.
De 1830 a 1840, el blackface se representaba entre dos personas, o como máximo entre tres. El primer espectáculo donde participaron más de una persona tuvo lugar en Nueva York, llevado a cabo por los Virginia Minstrels. Como banda sonora se emplearon varias piezas musicales de Stephen Foster, uno de los cantautores y compositores más conocidos de su época.
Hasta finales del siglo XIX, era el espectáculo más conocido en los Estados Unidos, y gozó de una sólida reputación en el Reino Unido y en otras partes de Europa. El blackface estuvo muy presente en el cine y la radio por lo menos hasta la década de 1930, cuando se transmitió la comedia de situación radiofónica Amos 'n' Andy.

## En otros países

### Carnaval de Uruguay
En el carnaval de Uruguay, las comparsas se denominan oficialmente «sociedades de negros y lubolos», donde el segundo término se refiere a blancos caracterizados de negro.
Este término o caracterización, aunque es catalogado como racismo por organizaciones de la sociedad civil, es defendido por un sector de la población al ser una práctica muy acogida por la cultura uruguaya.

### Cabalgata de Reyes en España

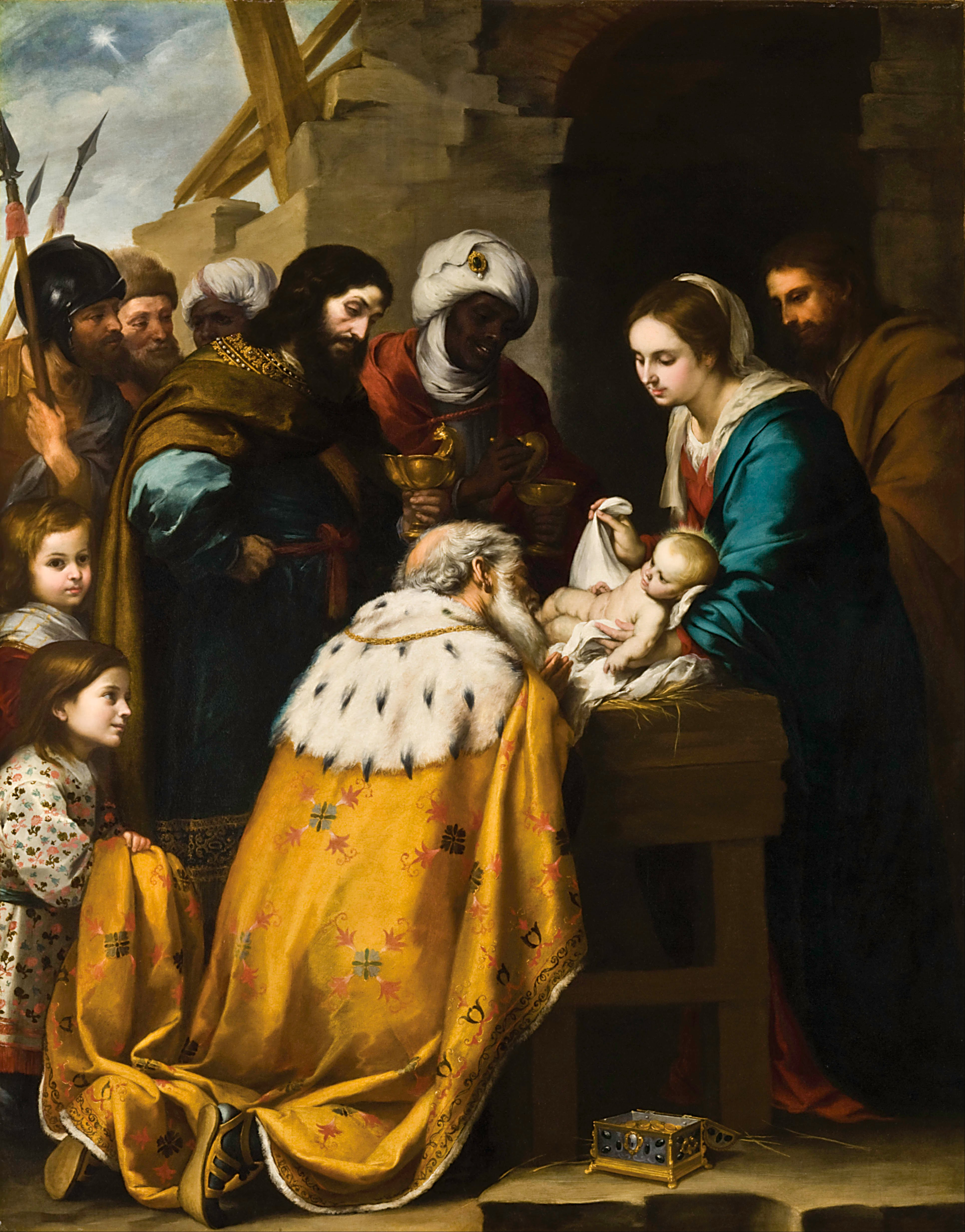
Adoración de los Magos, por Bartolomé Esteban Murillo, c. 1655 (Museo de Arte de Toledo, Ohio).

A partir de la década de 2010, se ha generado un debate mediático en España sobre la práctica de pintar de negro a los actores que interpretan al rey Baltasar en la Cabalgata de Reyes Magos. En las representaciones pictóricas desde finales de la Baja Edad Media, el rey Baltasar es representado como una persona negra para reflejar la adoración de los reyes de «todos los continentes» al niño Jesús. La práctica habitual hasta entonces era que el actor que interpretaba a Baltasar y sus pajes reales se maquillaran de negro para encajar con el icono tradicional. Incluso el entonces alcalde de Madrid, Alberto Ruiz-Gallardón, llegó a ir disfrazado de Baltasar en una ocasión.
Los detractores de esta práctica han alegado que el blackface es racista en todas sus formas, y las asociaciones de vecinos han pedido en sus respectivas ciudades que sea interpretado por ciudadanos negros en vez de blancos pintados. Por su parte, sus defensores aseguran que en España el blackface no tiene el mismo significado que en Estados Unidos, pues hasta finales del siglo XX apenas había población negra en el país. Desde entonces, las principales ciudades españolas empiezan a recurrir a personas negras para interpretar a Baltasar en las cabalgatas, aunque otras mantienen la costumbre anterior.

### Mama Negra en Ecuador
En la fiesta de Mama Negra en Latacunga, Ecuador, la figura central es un hombre disfrazado de mujer con el rostro pintado de negro.

### Zwarte Piet
En los Países Bajos y Bélgica se ha generado controversia sobre la figura de Zwarte Piet (traducible al español como «Pedro el Negro»), el paje que desde el siglo XIX ayuda a San Nicolás a repartir regalos en la Fiesta de San Nicolás. Se trata de un joven de cara negra que va vestido con traje renacentista, pelo rizado, pendientes dorados y gruesos labios rojos, y que al igual que en España, por la ausencia de población negra era interpretado por personas maquilladas de negro. Los detractores consideran que es un estereotipo racista, fruto de una época de imperio colonial e impropio de una sociedad multicultural, mientras que sus defensores alegan que es una tradición infantil.
En 2014 el Alto Comisionado de Naciones Unidas para los Derechos Humanos pidió al gobierno neerlandés que revise el Zwarte Piet porque puede suponer «una representación del estereotipo del esclavo».

### Tundiqui o danza de los negritos de Bolivia
En 2014, el Comité Nacional contra el Racismo y toda forma de Discriminación, organismo del Estado boliviano, emitió una resolución donde, refiriéndose a la danza del tundiqui o de los negritos, pedía (sin prohibirla expresamente) «eliminar los elementos de acompañamiento [a la danza] que signifiquen distorsión de la cultura afroboliviana». Ello se debe a que esta danza ha saltado al debate público, donde es controvertida su representación estereotipada de personas negras.
En 2017, dos organizaciones afrobolivianas denunciaron públicamente que la Gobernación de Oruro usó la mencionada danza en su material promocional del Carnaval del Oruro.